# أعلى شعب مقبل (يافع)

تعديل مصدري - تعديل

أعلى شعب مقبل هي إحدى قرى عزلة لبعوس بمديرية يافع التابعة لمحافظة لحج، بلغ تعداد سكانها 47 نسمة حسب تعداد اليمن لعام 2004.